# 꼬마마법사 레미 비바체
꼬마마법사 레미 비바체(원제 : おジャ魔女どれみドッカ〜ン! 오자마조 도레미 돗칸[*])은 토에이 애니메이션의 오리지널 애니메이션 시리즈 꼬마마법사 레미의 네 번째 작품이다.

## 시리즈 소개
졸업을 테마로 한 작품. 2002년 2월 3일부터 2003년 1월 26일까지 전51화(4쿨)방영되었다. 다음 번 예고의 결정 대사는 "퓨어 퓨어 드림으로 크게 자라라!". 오프닝, 아이캐치의 변경은 제31화부터, 엔딩의 변경은 제14화부터와 제31화부터 2회 행해졌다. 덧붙여 아이캐치는 5종류가 준비되었다.(30화 까지의 전반만 되어있으며, 각 아이캐치는 각 캐릭터가 하나를 메이크 업해주는 내용이다.)
한편 대한민국에서는 이전 시리즈와는 달리 투니버스가 자체 더빙하여 방영하였다. 주제가는 투니버스에서 자체 제작한 것을 사용했으며, 일부 성우진이 교체되었다.

## 줄거리
하나는 도레미 엄마들과 함께 초등학교에 다니고 싶어서 그것을 위해 스스로 모든 마법을 사용해 급성장해버려서, 수정구슬이 깨져 마녀의 자격을 잃어버렸다. 초등학교 6학년생이 된 하나를 위해서 도레미들은 하나가 마녀로 돌아갈 수 있게 수행을 돕는다. 그리고 마녀계 여왕은 하나가 마녀가 되었을 때에, 도레미들을 마녀로 할 것으로 약속했다. 이 대목에서 마법당은 잡화점이 됨에 따라 빵,과자를 사먹으러 마법당을 찾아오던 사람들을 실망시킨 면도 있다.
한편 선전대여왕은 스스로가 인간계에서 맛본 괴로운 추억으로부터 태어난 "슬픔의 가시나무"에 갇힌 채 계속 잠을 자고 있고, 도레미들은 선전대 여왕의 슬픔을 달래는 방법을 찾아내기 위해서 시행착오를 반복하지만 가시나무는 점차 성장해, 깊은 슬픔이 마녀계나 인간계에 나타나 모두의 기력을 없애게 했으나 무사히 가시나무를 없애서 일은 해결되었다. 그러나 초등학교 졸업을 앞두고 각각의 복잡한 가정 사정이나 장래에 대해서도 고민해, 대답을 못찾는 도레미들.
슬픔의 가시나무를 없애서 선전대 여왕은 눈을 떠 마녀 개구리의 저주도 풀렸다. 무사히 과제를 해결한 도레미는, 재차 마녀가 될까 어떻게 할까의 선택을 재촉당한다. 그러나 마녀가 되어 마녀계에 건너는 것보다는 인간계를 머무르기로 하고, 하나는 차기 여왕의 최유력 후보로서 마녀계에서 연구에 근무해 함께 마녀계와 인간계를 다시 교류할 수 있게 되는 날을 목표로 하게 되었다. 또 이것에 수반해 마조리카도 MAHO(마법)당을 폐점, 라라나 요정들과 함께 그리고 하나도 완전히 마녀계로 돌아가버렸다.

## 주제가

### 일본
- 여는 곡〈DANCE! 엉터리마녀 (DANCE! おジャ魔女)〉

노래 : MAHO당 / 작사 : 모리 치요코 / 작곡：小杉保夫 / 편곡 : 山中紀昌
- 닫는 곡〈나의 날개 (わたしのつばさ)〉(제1화-제13화,제31화-제51화)

노래 : 中司雅美 / 작사：히카와 사쿠라 / 작곡：佐野恭野 / 편곡 : 信田かずお
※제51화는 사토 준이치와 아이들의 합창으로 되어있다.
- 닫는 곡〈엉터리마녀 음두로 해피피!! (おジャ魔女音頭でハッピッピ!!)〉

노래 : MAHO당 / 작사：武頼杏 / 작곡：小杉保夫 / 편곡：上田益

### 대한민국
- 〈사랑의 구조신호〉

노래 : Tori
작사 : 신동식
작곡 : 이창휘

## 각 화별 제목
| 화수 | 부제                                  | 한국방영부제                      | 방송일           |
| ---- | ------------------------------------- | --------------------------------- | ---------------- |
| 1    | 도레미 깜짝! 새로운 엉터리마녀        | 레미를 찾아온 마법당의 새친구     | 2002년 2월 3일   |
| 2    | 하나 6학년이 되다!                    | 6학년이된 천방지축 오하나         | 2002년 2월 10일  |
| 3    | 하나한테는 질 수 없어!                | 하나와 또미의 마법시험            | 2002년 2월 17일  |
| 4    | MAHO당이 부서져버려!?                 | 선물가게 개업날의 대소동          | 2002년 2월 24일  |
| 5    | 진정한 모습의 온푸                    | 진짜 보라의 얼굴                  | 2002년 3월 3일   |
| 6    | 학급문고의 명콤비!?                   | 학급문고의 명콤비                 | 2002년 3월 10일  |
| 7    | 열려라! 마음의 문!?                   | 열려라 마음의 문이여              | 2002년 3월 10일  |
| 8    | 들켜버려!? 하나의 비밀                | 밝혀지는 하나의 비밀?             | 2002년 3월 24일  |
| 9    | 하즈키의 반짝반짝 별                  | 추억의 멜로디                     | 2002년 3월 31일  |
| 10   | 수학여행!! 조장은 괴롭다구            | 조장은 아무나 하나?               | 2002년 4월 7일   |
| 11   | 나라! 운명의 재회                     | 운명의 재회                       | 2002년 4월 14일  |
| 12   | 교토! 끝나지 않는 밤                  | 수학여행의 마지막 밤              | 2002년 4월 21일  |
| 13   | 무츠미의 은퇴선언!                    | 어느 힘센 소녀의 고민             | 2002년 4월 28일  |
| 14   | 방심 금물! 7급 시험                   | 아슬아슬 하나의 7급시험           | 2002년 5월 5일   |
| 15   | 엄마는 벽창호                         | 엄마는 아무것도 몰라              | 2002년 5월 12일  |
| 16   | 사라지지 않는 무지개를 만드는 법      | 사라지지 않는 무지개              | 2002년 5월 19일  |
| 17   | 비밀기지를 지켜라!                    | 꿈을 싣고 하늘을 날아라           | 2002년 5월 26일  |
| 18   | 사랑의 행방은 멍멍멍                  | 사랑은 언제나 멍!멍!멍!           | 2002년 6월 2일   |
| 19   | 아버지는 솔직하지 못해!?              |                                   | 2002년 6월 9일   |
| 20   | 모모코의 꿈 찾기                      | 모모의 꿈을 찾아서                | 2002년 6월 16일  |
| 21   | 정말좋아해! 오야지데                  | 동글이 아저씨의 결정              | 2002년 6월 23일  |
| 22   | 키미타카 가지마!!                     | 또미의 슬픈 이별                  | 2002년 6월 30일  |
| 23   | 칠석같은건 그만~뒀어!                 |                                   | 2002년 7월 7일   |
| 24   | 사랑이여 정의여! 우리들은 마녀레인저! | 사랑과 정의를 지키는 마조 레인저! | 2002년 7월 14일  |
| 25   | 웃음을 줄래? 수수께끼의 글래스        | 유리잔의 수수께끼를 풀어라        | 2002년 7월 21일  |
| 26   | 캠프에서 카레로 앗뜨뜨!?              | 캠프장에서 생긴일                 | 2002년 7월 26일  |
| 27   | 새하얀 코끼리, 처음 뵙겠습니다!       | 흰 코끼리는 하나의 친구           | 2002년 8월 4일   |
| 28   | 할머니들에게는 이길 수 없어!?         | 할머니 할아버지께 배워봅시다.     | 2002년 8월 11일  |
| 29   | 놓지 말아줘! 잡힌 손과 손             |                                   | 2002년 8월 18일  |
| 30   | 수상한 그림자! 마녀계의 떨림          | 마녀계의 검은 그림자              | 2002년 8월 25일  |
| 31   | 파오는 엉터리코끼리!?                 | 마법당의 새 친구 파오             | 2002년 9월 1일   |
| 32   | 착한 아이라도 고민 해                 | 모범생은 괴로워                   | 2002년 9월 8일   |
| 33   | 방황하는 온푸                         | 방황하는 보라                     | 2002년 9월 15일  |
| 34   | 바바와 언제까지나                     | 힘을 내요! 바바                   | 2002년 9월 22일  |
| 35   | 4급시험은 로로로로~?                  | 4급시험을 위해 달려라!            | 2002년 9월 29일  |
| 36   | 자전거로 어디까지나                   | 싱싱~자전거를 타고서~!            | 2002년 10월 6일  |
| 37   | 전멸!? 자버리는 마법사들              | 잠자는 마법왕국                   | 2002년 10월 13일 |
| 38   | 드디어 재회!? 아이코의 결의           | 사랑이의 소망                     | 2002년 10월 20일 |
| 39   | 마음을 담아서! 행복의 하얀 장미       | 축복의 웨딩선물                   | 2002년 10월 27일 |
| 40   | 도레미와 마녀를 그만둔 마녀           | 마녀를 그만둔 마녀                | 2002년 11월 10일 |
| 41   | 폿프가 먼저 마녀가 돼버려!?           | 또미의 마녀1급시험                | 2002년 11월 17일 |
| 42   | 자신이 정하기!? 하즈키의 길           | 내 미래는 내가 정한다!            | 2002년 11월 24일 |
| 43   | 1급시험! 타마키절대절명!!             | 하나의 1급시험!옥수를 도와라!     | 2002년 12월 1일  |
| 44   | 서두르지 않으면! 최후의 단서          | 마지막 추억의 선물을 찾아라       | 2002년 12월 8일  |
| 45   | 슬픔의 가시여, 사라져라!              | 슬픈 가시덤불이여사라져라         | 2002년 12월 15일 |
| 46   | 안녕, 마녀 개구리의 저주              | 마녀 개구리의 저주를 풀어 주세요! | 2002년 12월 22일 |
| 47   | 설령 멀리 떨어진다해도                | 미래를 위한 이별                  | 2002년 12월 29일 |
| 48   | 아이코의 제일 행복한 날               | 사랑이의 행복을 위해!             | 2003년 1월 5일   |
| 49   | 쭉 계속, 프렌즈                       | 따뜻한 우정의 손길                | 2003년 1월 12일  |
| 50   | 안녕, 엉터리마녀                      | 선택의 순간                       | 2003년 1월 19일  |
| 51   | 고마워! 또 만날 때까지                | 안녕, 다시 만나는 그날까지!       | 2003년 1월 26일  |

대한민국에서의 미방영 편은 아래와 같다, 설명은 아이코닉스 홈페이지에서.
19화〈아빠는 솔직해지지 않아〉목욕탕 문화
23화〈칠석따위 그만둘래〉다른 칠석 이야기
29화〈놓지말아줘 잡힌 손과 손〉축제장면 (유카타)

## CD/CD드라마
마베라스엔터테이먼트 발매
OP/ED테마 DANCD! 엉터리마녀 / 나의 날개 (맥시 싱글)
ED테마&삽입노래 엉터리마녀 음두로 해피피!!/MAHO당차차차 (맥시 싱글)
엉터리마녀 콰~쾅! CD클럽
1 캐릭터 미니앨범 Special 마키하타야마 하나
2 엉터리마녀 콰~쾅! 송 library!!
3 뮤지컬콜렉션 콰~쾅! 엉터리마녀 위기일발! 음악계를 구하라!
4 엉터리마녀 콰~쾅! BGM컬렉션+a
5 캐릭터보컬 콜렉션 (6학년 1반)
6 캐릭터보컬 콜렉션 (6학년 2반)
7 엉터리마녀 콰~쾅! 드라마 씨어터 *MAHO당의 마녀계투어!!*
8 FRIENDS -프렌즈- *MAHO당솔로 보컬 앨범*

꼬마마법사 레미 비바체 MEMORIAL CD BOX (4매 세트)

## 엉터리마녀 Kids
"콰~쾅!" 방송 시에 결성된, 아역 탤런트에 의한 댄스 유닛. 배역은 이하와 같다.
- 하루카제 도레미 - 스즈키 카스미
- 후지와라 하즈키 - 다나카 미이야
- 세노오 아이코 - 와타나베 치하루
- 세가와 온푸 - 다케다 마코토
- 아스카 모모코 - 마에다 치사토
- 하나 - 시노하라 츠구미